# Lisu
Die Lisu (chinesisch 傈僳族, Pinyin Lìsùzú) sind eine der 55 offiziell anerkannten Minderheiten der Volksrepublik China. Nach der letzten Volkszählung im Jahr 2010 zählen sie in China 702.839 Menschen. Sie leben vor allem in Yunnan und Sichuan in Südwestchina. Lisu leben auch in Myanmar, Thailand und im indischen Bundesstaat Arunachal Pradesh.

## Sprache und Schrift
Die Lisu-Sprache gehört zum  lolo-birmanischen Zweig der tibeto-birmanischen Sprachgruppe der Sino-Tibetischen Sprachen und wird von 580.000 Menschen gesprochen.
Der britische Missionar James O. Fraser schuf zusammen mit dem Karen-Missionar Ba Thaw aus Birma und anfänglich mit dem US-amerikanischen Baptisten-Missionar J.G. Geis 1914 eine Lisu-Schrift, die mehrmals modifiziert und in ihrer endgültigen Form von 1918 als Fraser-Alphabet bekannt wurde. Sie besteht aus lateinischen Buchstaben, die jedoch z. T. um 180 Grad gedreht sind – 31 für Silbenanlaute und 10 für Silbenauslaute – sowie sieben diakritischen Zeichen zur Kennzeichnung von Nasalvokalen und Tönen. In China wird das Fraser-Alphabet auch „Alte Lisu-Schrift“ genannt. Die ersten Druckwerke im Fraser-Alphabet waren das Buch Markus (Shanghai 1921) und ein Lehrbuch (Yangon 1922).
1923 entwarf der Lisu-Priester Wa Renbo eine Silbenschrift für das Lisu, die jedoch kaum Verbreitung fand und weitgehend in Vergessenheit geraten ist.
1957 wurde eine neue Lisu-Schriftsprache auf Grundlage des lateinischen Alphabets mit einigen zusätzlichen Buchstaben, die teilweise aus dem Kyrillischen entlehnt zu sein scheinen, geschaffen; sie wird „Neue Lisu-Schrift“ genannt. Die zusätzlichen Buchstaben wurden später durch lateinische Buchstaben ersetzt.
Seit 1978 werden in China wieder Bücher in der Fraser-Schrift gedruckt und seit 1983 hat sie einen neuen Aufschwung erfahren, da die Lisu-Lokalregierungen in Nujiang und im Kreis Weixi entschieden, wieder offiziell das Fraser-Alphabet statt der Neuen Schrift einzuführen. Die Nationalitäten-Universität von Yunnan in Kunming unterrichtet allerdings nach wie vor ausschließlich die Neue Schrift und es werden auch nach wie vor Bücher in der Neuen Schrift gedruckt.
Es gibt einige Versuche, das Fraser-Alphabet zu reformieren, d. h. die gedrehten Buchstaben durch Buchstabenkombinationen normaler Lateinbuchstaben zu ersetzen, um Datenverarbeitung zu erleichtern. Die Fraser-Schrift wurde in Unicode 5.2 aufgenommen.
In China und noch stärker in Thailand, wo das Christentum und die Schrift unter den Lisu erst ab den 1970er-Jahren verbreitet wurden, haftet der Fraser-Schrift der Ruf der christlichen Missionare an, was die Verbreitung unter nicht-christlichen Lisu erschwert.

## Religion
Unter den Lisu ist ihre animistische Volksreligion am weitesten verbreitet. Daneben gibt es auch Buddhisten und Christen.